# Provocator

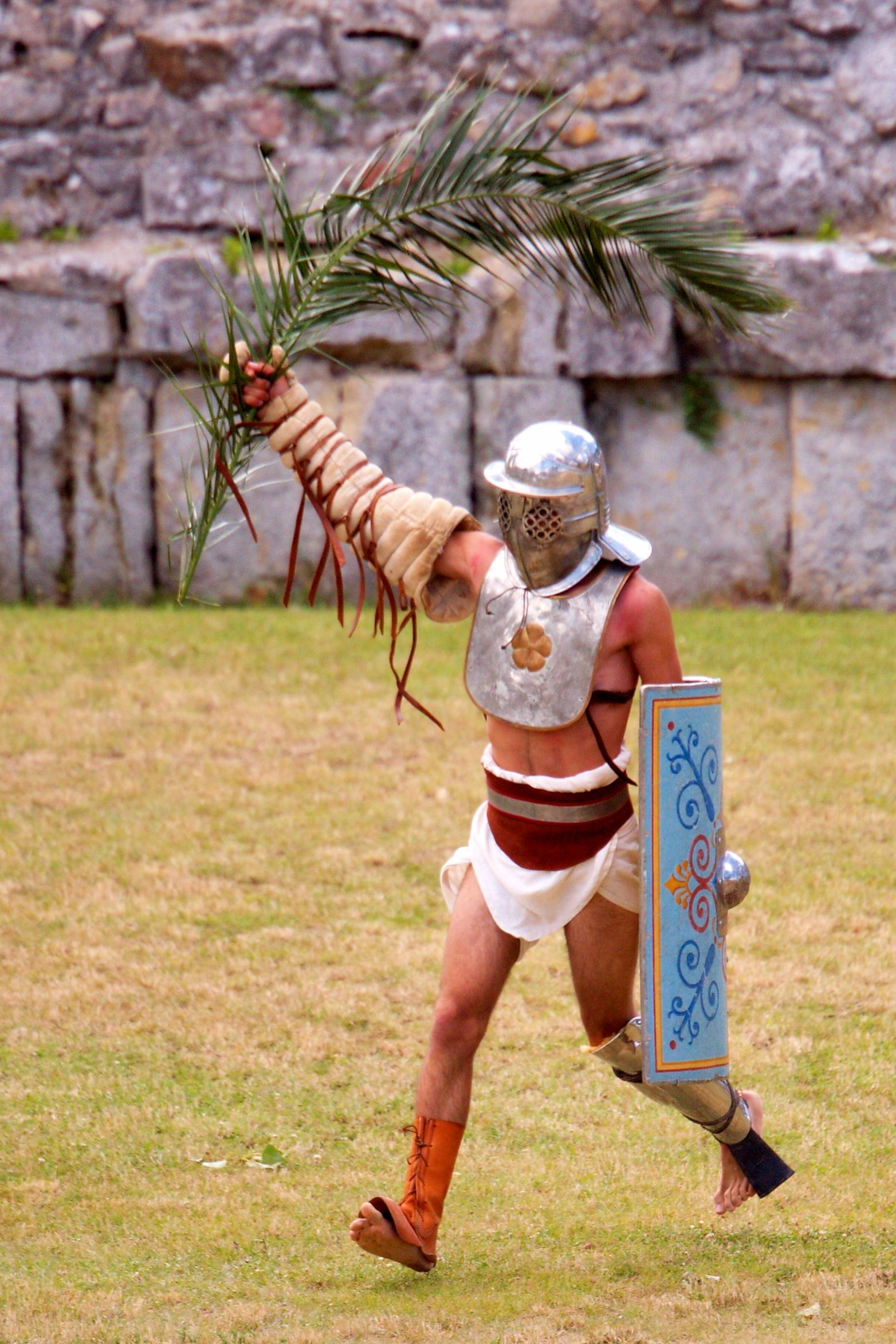
Un provocator vainqueur

Le provocator (en latin prōvǒcātǒr) est un type de gladiateur. Cas rare parmi les gladiateurs, il combattait un autre provocator. 

## Histoire
Le provocator apparait au Ier siècle avant notre ère. Comme son nom l'indique, c'est aussi ce type de gladiateur qui démarrait les après-midi de combats. Le provocator est celui par lequel les gladiateurs entamaient leur cursus au ludus. Les gladiateurs équipés en provocator possèdent la même armatura, et combattent donc face à un adversaire identiquement armé. Plus tard le provocator se dirige vers des gladiateurs à petits boucliers type Thrace ou vers les grands boucliers type mirmillon.

## Équipements
Son armatura dérive du samnite. Son bouclier est similaire à celui du légionnaire romain : c'est un scutum. Il semble que le provocator ait été armé d'un glaive court qui ne permet que des coups approchés. Le casque rond du provocator ne présente aucune crête tout comme le casque des légionnaires romains. Il était également protégé par une ocrea à la jambe gauche, ce qui lui interdisait de changer de garde.
On distingue deux types de provocator :  
- Le premier type a un scutum et le buste protégé par un pectoral en cuir ou en métal qui rappelle le cardiophylax du samnite.

- Le second type combat avec un bouclier plus grand de forme arrondie et n'a pas de pectoral. Le bouclier de ce combattant est bien plus qu'une défense, elle est une arme offensive qui sert pour frapper, bousculer, cogner, renverser, assommer.